# Efectul Coandă

Model dinamic al efectului Coandă, denumit uneori efectul Venturi-Coandă sau efectul Coandă-Venturi, deși efectul Venturi se referă la alte proprietăți ale unui fluid.

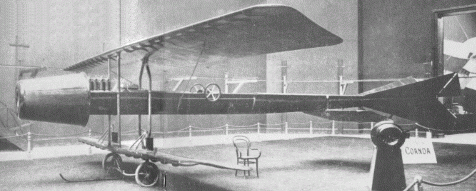
Avionul Coandă-1910

Efectul Coandă sau devierea jeturilor de fluid în apropierea suprafețelor curbe este un efect care poartă numele academicianului, savantului, fizicianului și inventatorului român Henri Coandă. 
Efectul care îi poartă numele a fost pentru prima dată observat de Coandă în 1910 în timpul probei de testare a avionului inventat de el, Coandă-1910, primul avion cu reacție. Pentru mărirea tracțiunii jeturilor generate de suflantă Coandă a adăugat un injector de combustibil în jet, pe un desen de epocă. Însă flăcările din jeturi au aprins placajul cu care era învelit fuselajul, astfel că testarea s-a soldat cu distrugerea avionului.
În timpul scurtei desprinderi de sol, Coandă a putut observa alinierea apropiată de alipire a jeturilor gazelor arse față de fuzelajul avionului. Ulterior, atât Coandă cât și alți savanți au studiat intensiv și extensiv acest efect, care este denumit „efectul Coandă” în onoarea sa.

## Explicația fenomenului
După ieșirea din canal, jetul antrenează particulele mediului ambiant, în partea în care nu există voletul și particulele fluide situate între jet și volet. Dacă voletul este suficient de lung, locul particulelor aspirate din domeniul situat între volet si jet nu mai poate fi luat de particulele care vin din afara acestui domeniu și depresiunea astfel creată deviază curgerea în direcția voletului.

## Istoric
Efectul Coandă a fost descoperit la 1800 de către fizicianul britanic Thomas Young, care l-a semnalat comunității științifice în următorii termeni :
„Presiunea laterală care atrage flacăra unei lumânări spre fluxul de aer al unui tub de suflare (al fabricantului de sticlă) este probabil exact aceeași cu presiunea care ajută la devierea unui curent de aer în apropierea unei bariere. Rețineți impactul produs de un flux subțire de aer pe suprafața apei. Să punem un corp convex în contact cu marginea fluxului, iar locul impactului va arăta imediat că curentul este deviat către corp; iar dacă corpul este liber să se miște în toate direcțiile, va fi atras către curent.”
În câteva rânduri, Young a descris experimente care fac posibilă producerea fenomenului de deviere, reproducerea și măsurarea acestuia și au afirmat o condiție necesară: existența unei presiuni laterale care ajută.

## Vizualizare
Fenomenul se poate observa printr-un experiment facil. Se apropie o lingură de un jet de apă de la robinet, cu partea convexă a lingurii orientată spre jet. Jetul de apă trebuie să aibă o curgere uniformă. Se poate observa că în apropierea jetului de apă lingura este atrasă brusc către jet. Dacă lingura este imobilă (adică fixată) iar jetul de apă poate fi mișcat, atunci jetul de apă părăsește traiectoria avută anterior, curgând după o traiectorie mai curbată, urmărind forma convexă a lingurii.

## Aplicații
O primă aplicație o constituie aerodina lenticulară, proiectată de Coandă în 1935 și care reprezintă un aparat de zbor în formă de farfurie zburătoare, capabil să decoleze și să aterizeze pe verticală, să se mențină în aer într-un punct fix și să zboare cu viteze orizontale mari.
În acest scop, aparatul de zbor este prevăzut cu ejectoare centrifugale, alimentate cu vapori produși de un generator, absorb aerul ambiant și apoi îl comprimă.
Apoi aerul este destins în elemente de sustentație montate la periferie, care de fapt sunt ejectoare interioare ce produc absorbția aerului de deasupra lor și o depresiune pe profilul curb convergent, determinând ridicarea de pe sol.
Efectul Coandă și-a găsit aplicații și în medicină și anume la construirea unor elemente pneumonice, care acționează pe baza unui jet de aer, înlocuind sistemele electronice acolo unde sunt influențate de radiații și temperatură.
O altă aplicație poate sta la baza controlului și ghidării sateliților artificiali.